# Heller
A Heller régi német családnév.

## Híres Heller nevű személyek
- Heller Ágost (1843–1902) fizikus, tudománytörténész
- Heller Ágnes (1929–2019) filozófus, esztéta, egyetemi tanár
- Camill Heller (1823–1917) osztrák zoológus
- Edmund Heller (1875–1939) amerikai zoológus
- Heller Farkas (1877–1955) közgazdász, egyetemi tanár
- Florian Heller (1905–1978), német paleontológus
- Heller Gábor (1954–) forgatókönyvíró
- Joseph Heller (1923–1999) amerikai regényíró, novellista és forgatókönyvíró
- Karl Bartholomäus Heller (1864–1945) osztrák entomológus
- Heller László (1907–1980) gépészmérnök, egyetemi tanár
- Michał (Kazimierz) Heller (1936–) lengyel katolikus pap, asztrofizikus
- Heller Ödön (1879–1921) festőművész
- Heller Tamás (1946–) előadóművész, színész, dalszövegíró